# Балапутрадева
Балапутрадева (балапутра) (д/н — 860) — махараджа Шривіджаї у 832—860 роках, 6-й магараджа Матараму у 832—835 роках.

## Життєпис
Походив з династії Шайлендрів. Син Самаратунги, володар імперії Шривіджая, та Деві Тара (доньки Дхармасету). Висувається також версія, що він був молодшим братом Самаратунги. Спадкував владу 832 року. Будучи молодим, не мав значного авторитету серед знаті. Невдовзі стикнувся зі спротивом могутньої східнояванської родини Гарунг, гілки династії Санджая.
Невдовзі вступив у протистояння з його представником Ракаї Пікатан, що був одружений з Прамодхавардхані, сестрою Балапутрадеви. внаслідок чого почалося збройне протистояння, яке завершилося поразкою хаджі, який вимушен був тікати з Яви до Суматри. Про це йдеться в написі в написі Шиваґрхи, який записав, що Балапутра побудував фортеця, складена із сотень нагромаджених каменів для його притулку. Наслідком стало фактичний розділ імперії між власне Шривіджаєю і царством Матарам. В першій владу зберіг Балапутрадева, а в другій панували Ракаї Пікатан й Прамодхавардханію.
Хоча записів про Балапутрадеву замало, з напису в Наланді сказано, що він наказав побудувати буддійський монастир у Наланді. Це на думку дослідників свідчить про дружні відносини з Девапалою, магараджахіраджею імперії Пала й відповідно про культурні та торгівельні відносини з цією державою. також припускають, що до середини 850-х років намагався відвоювати свої володіння на Яві, проте марно. У 856 році Балапутрадева був остаточно розгромлений Ракаї Пікатаном й втік до Шривіджаї.
Разом з тим така війна призвела до послаблення влади над васальними державами — Лаво, Лангкасука, Камбуджадеша, що зменшило політичний та еконмоічний вплив Шривіджаї в регіоні.
Балапутрадева  також відправив посла до імперії Тан. Остання згадка відноситься до 860 року. Можливо панував й після цього. Йому спадкував син Шрі Індраварман II.